# Suburbia (film 1983)
Suburbia è un film del 1983 diretto da Penelope Spheeris.

## Trama
Alcuni giovani di periferia scappano di casa e adottano uno stile di vita punk occupando abusivamente case di periferia abbandonate. 

## Cast
- Chris Pedersen:Jack Diddley
- Bill Coyne: Evan Johnson
- Jennifer Clay: Sheila
- Timothy O'Brien: Skinner
- Wade Walston: Joe Schmo
- Flea: Razzle
- Maggie Ehrig: Mattie
- Grant Miner: Keef
- Christina Beck: T'resa
- Andrew Pece: Ethan Johnson
- Donald V. Allen: Officer William Rennard
- Robert Peyton: Jim Tripplett
- Jeff Prettyman: Bob Skokes
- Dorlinda Griffin: Mother In Car
- Robert Griffin: Baby
- Donna Lamana: Tina Johnson
- Anna Spheeris: Anna
- André Boutilier: Peg Leg
- Nickey Beat: proprietario di un locale
- Steve Bidrowski: Spotlight Operator
- Gina Carrera: Sandy Dawson
- John McCormack: Head Bouncer
- Robert Lund: buttafuori
- Rip Murray: buttafuori
- Paul Votara: portiere
- Gavin Courtney:  padre di Joe
- Robert A. Van Senus: amico del padre
- De Waldron: De
- Gary Calhoun: uomo in camion
- Frank Gargani: uomo in camion
- Jon Battenberg: poliziotto Richard Bates
- Bob Ozman: meccanico
- Larry Wiley: camperista
- Marlena Brause: moglie di Tripplett
- Patsy Coyne: vicino
- Trisha Malin: casalinga
- Elizabeth Ramirez: cameriera
- Ray Lykins: hippie
- Ed Mertens: poliziotto
- Ladd Hitchens: poliziotto
- Gil Christner: negoziante
- J. Dinan Myrtetus: padre di Sheila
- Ilene Latter: madre di Sheila
- Suzann Schott: spogliarellista
- Ratley: Ratley
- Drew Bernstein: ragazzo del T.R.
- Sean Boren: ragazzo del T.R.
- Bobbie Brat: ragazzo del T.R.
- Ed Brown: ragazzo del T.R.
- Cynthia Coleman: ragazzo del T.R.
- Kathleen Culverwell: ragazzo del T.R.
- Matt Davis: ragazzo del T.R.
- Rebecca Dorn: ragazzo del T.R.
- Mike 'Geek' Glass: ragazzo del T.R.
- Penny Harris: ragazzo del T.R.
- Kelsey: ragazzo del T.R.
- Mitch King: ragazzo del T.R.
- Terri Kottica: ragazzo del T.R.
- Maynard Leigh: ragazzo del T.R.
- Meri Resovich: ragazzo del T.R.
- Gary Rivas: ragazzo del T.R.
- Scott Rosenthal: ragazzo del T.R.
- Vixen Yvonne: ragazzo del T.R.
- Mike 'Rooster' Montea: ragazzo del T.R.
- Don Goodman: Citizens Against Crime - Man
- Ray Lawrence: Citizens Against Crime - Man With Shotgun
- Ricky Jewett: Citizens Against Crime - Wife
- Ron Hugo: Citizens Against Crime - Pastor Farrell
- Jerry Madison: Citizens Against Crime - Mr. Dawson
- Arvid Holmberg: Citizens Against Crime - Man
- James Harrison: Citizens Against Crime - Man
- Casey Royer: D.I. - cantante
- Tim Maag: D.I. - chitarrista
- Derek O'Brian: D.I. - batterista
- Jack Grisham: T.S.O.L. - cantante
- Ron Emory: T.S.O.L. - chitarrista
- Mike Roche: T.S.O.L. - bassista
- Todd Barnes: T.S.O.L. - batterista
- Greg Kuehn: T.S.O.L. - tastierista
- Steven 'Stevo' Jensen: The Vandals - cantante
- Jan Ackerman: The Vandals - chitarrista
- Joe Escalante: The Vandals - batterista
- Steve Pfauter: The Vandals - bassista